# Panchrysia ornata
Panchrysia ornata is een vlinder uit de familie uilen (Noctuidae). De wetenschappelijke naam is voor het eerst geldig gepubliceerd in 1864 door Bremer.
De soort komt voor in Europa.